# Web Hypertext Application Technology Working Group
El Web Hypertext Application Technology Working Group, o WHATWG, es una comunidad de personas y empresas interesadas en la evolución de HTML y las tecnologías conexas. El WHATWG fue fundado por integrantes de Apple, la Fundación Mozilla y Opera Software. Desde entonces, el editor de las especificaciones WHATWG, Ian Hickson, ha pasado a Google. Chris Wilson de Microsoft fue invitado pero no se unió, citando la falta de una política de patentes para asegurar que todas las especificaciones se pueden aplicar.
La WHATWG tiene un pequeño comité de invitados llamados "miembros" que tienen el poder de impugnar las especificaciones que propone el editor de estas. Cualquiera puede participar como colaborador, solo tiene que unirse a la lista de correo de WHATWG. La lista de correo cuenta con más de 800 usuarios registrados.

## Especificaciones
El WHATWG ha estado trabajando activamente en tres documentos: 
- HTML 5 (anteriormente conocida como Aplicaciones Web 1.0) es la quinta versión del HTML y ha sido adoptado por el W3C como punto de partida de la labor del nuevo grupo de trabajo HTML.
- Web Workers, la cual define una API que permite utilizar ECMAScript en un CPU multi-núcleo de manera más eficaz.[5]
- Formularios Web 2.0,[6] una actualización de los formularios HTML, la cual quedó integrada en HTML5.[7]

## Incidencias
A lo largo de su historia la WHATWG, ha presentado una serie de incidencias, de las cuales las más importantes han sido las siguientes:
- El 28 de mayo de 2019 el Consorcio WWW declinó a favor de WHATWG en cuanto al control de las futuras normas acerca de HTML y DOM.[9][10][11]